# Светлая (приток Мулянки)
Све́тлая — малая река в Перми, правый приток Мулянки (до середины XX века).
Берёт начало в северо-восточной части Черняевского леса и протекает в западном направлении. В настоящее время сток реки в нижнем течении отведён в ливневую канализацию, часть стока перебрасывается в ручей Костянка. Длина открытого русла Светлой около 0,5 км. Является единственным постоянным водотоком Черняевского леса.
С 1897 года в Перми встал вопрос о постройке общего городского водопровода. В результате исследований по поиску источников водоснабжения выбор пал на речку Светлая, так как её русло проходило по песчаному грунту, представляющему естественный фильтр, и вода которой оказалась лучшей в окрестностях Перми. Вода была наименее жесткой и достаточно чистой, в отличие от Егошихи (вода которой тоже использовалась для городского водопровода) и уже тогда сильнозагрязненной Камы.

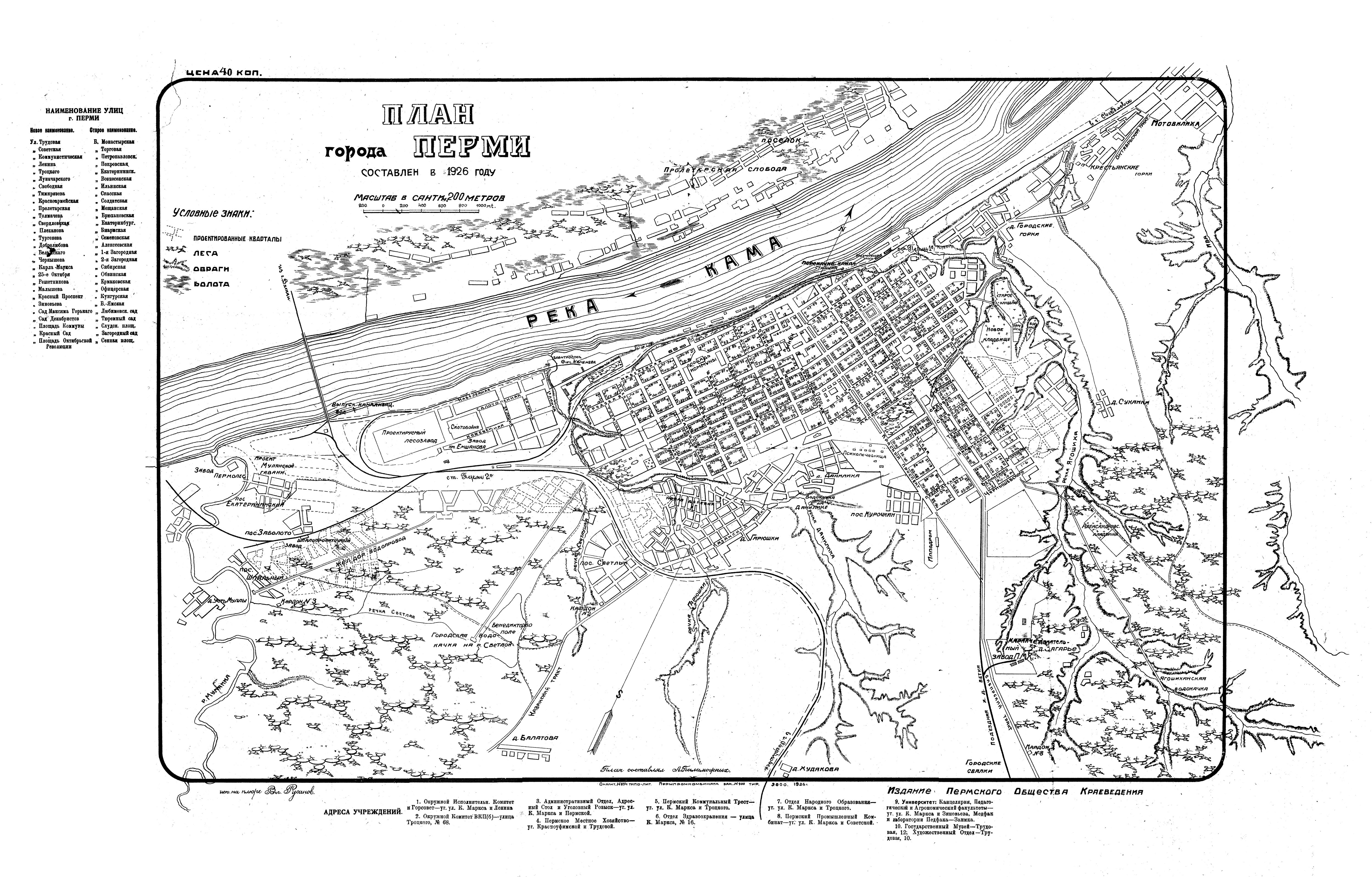
Речка Светлая на плане Перми 1926 года (в левой части плана)

Количество воды, которое могла дать речка Светлая, было определено до 150 тыс. вёдер в сутки. В 1905—1906 годах началась постройка водопровода. В русле речки был устроен деревянный водосборный колодец шестигранной формы, на некотором расстоянии от которого была построена насосная станция с двумя электрическими насосами. Вода подавалась в город по чугунной трубе. В 1911 году на речке был построен второй, но уже железобетонный водосборный колодец. По некоторым сведениям, вода с этой насосной станции поступала в городскую водопроводную сеть вплоть до 1970-х годов.
По состоянию на 2007 год вода в колодцах на территории насосной станции «Светлая» соответствовала государственным санитарно-эпидемиологическим правилам и нормативам. Согласно публикации 2011 года, станция продолжает работать, но вода поднимается из артезианского колодца, затем не хлорируется, а обрабатывается ультрафиолетовым излучением.
Городская застройка площадей водосбора, прокладка ливневого коллектора через всю территорию Черняевского леса в 1950—1970-х годах нарушили гидрологический режим реки, которая превратилась в маловодный ручей, и специалисты не видят возможности восстановления реки.